# Phaludia janeira
Phaludia janeira là một loài bướm đêm trong họ Geometridae.